# Hana wa Sakura Kimi wa Utsukushi (canción)
«Hana wa Sakura Kimi wa Utsukushi»  es el octavo sencillo de la banda japonesa Ikimono Gakari, lanzado el 30 de enero de 2008, para formar parte de su segundo álbum Life Album.
Último sencillo de Life Album.

## Canciones
1. Hana wa Sakura Kimi wa Utsukushi (花は桜 君は美し) "Flor de Cerezo, eres Hermosa"
2. Saigo no Hōkago (最後の放課後) "Última después de la escuela"
3. Hana wa Sakura Kimi wa Utsukushi: Instrumental

- Datos: Q518532